# 左冠狀動脈
左冠狀動脈（arteria coronaria sinistra，LCA）是发自左主动脉窦（主動脈瓣左瓣上方）的一条冠状动脉，较右冠状动脉短粗，為主動脈的一條分支。经肺动脉起始部和左心耳之间，沿冠状沟向左前方走行后，分为回旋支（circumflex branch）和前降支（anterior descending branch）。分支之前被称为左主干（left main coronary artery，LMCA）。
左冠状动脉主要提供左心室前壁、侧壁和室间隔等部位的心肌供血。

## 分支
左冠狀動脈約在距根部10 to 25 mm 會岔分為前室間動脈（又稱左前降支動脈）以及左迴旋支動脈（簡稱LCx）。在某些個案可能會多出一條分支，多出來的分支稱為中間支（ramus intermedius）。
左冠狀動脈至分岔前稱為左總冠狀動脈（Left main artery，簡稱LM），「左冠狀動脈」這個字有時單純指左總冠狀動脈，有時則包含其所有終末分支。
在有些人身上可能可以看到「第一膈膜支」（first septal branch）。

## 附加圖像

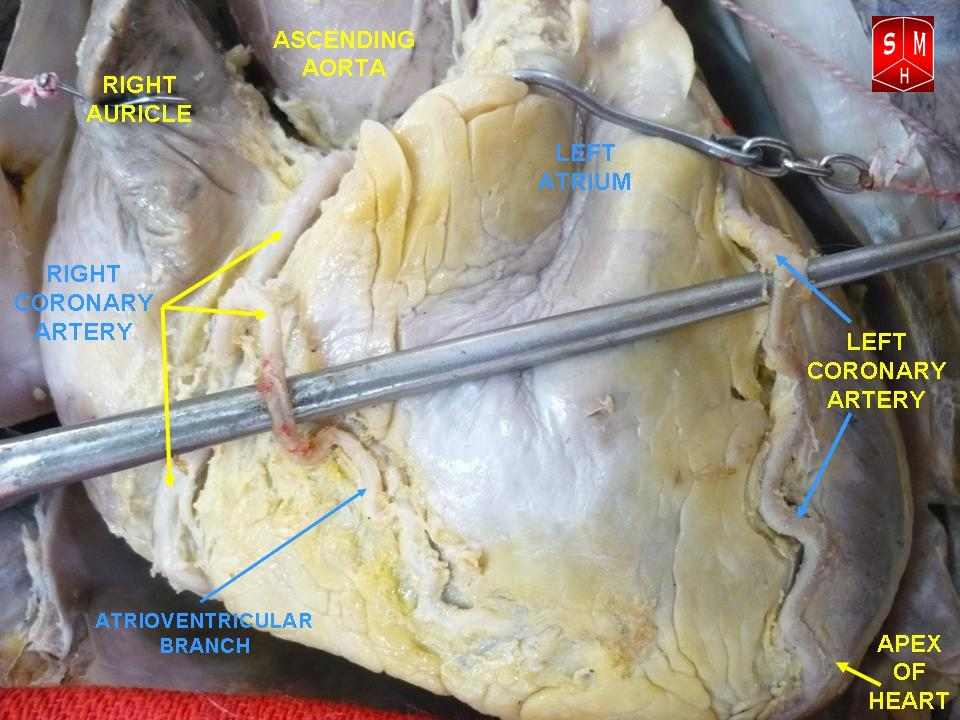
左冠狀動脈
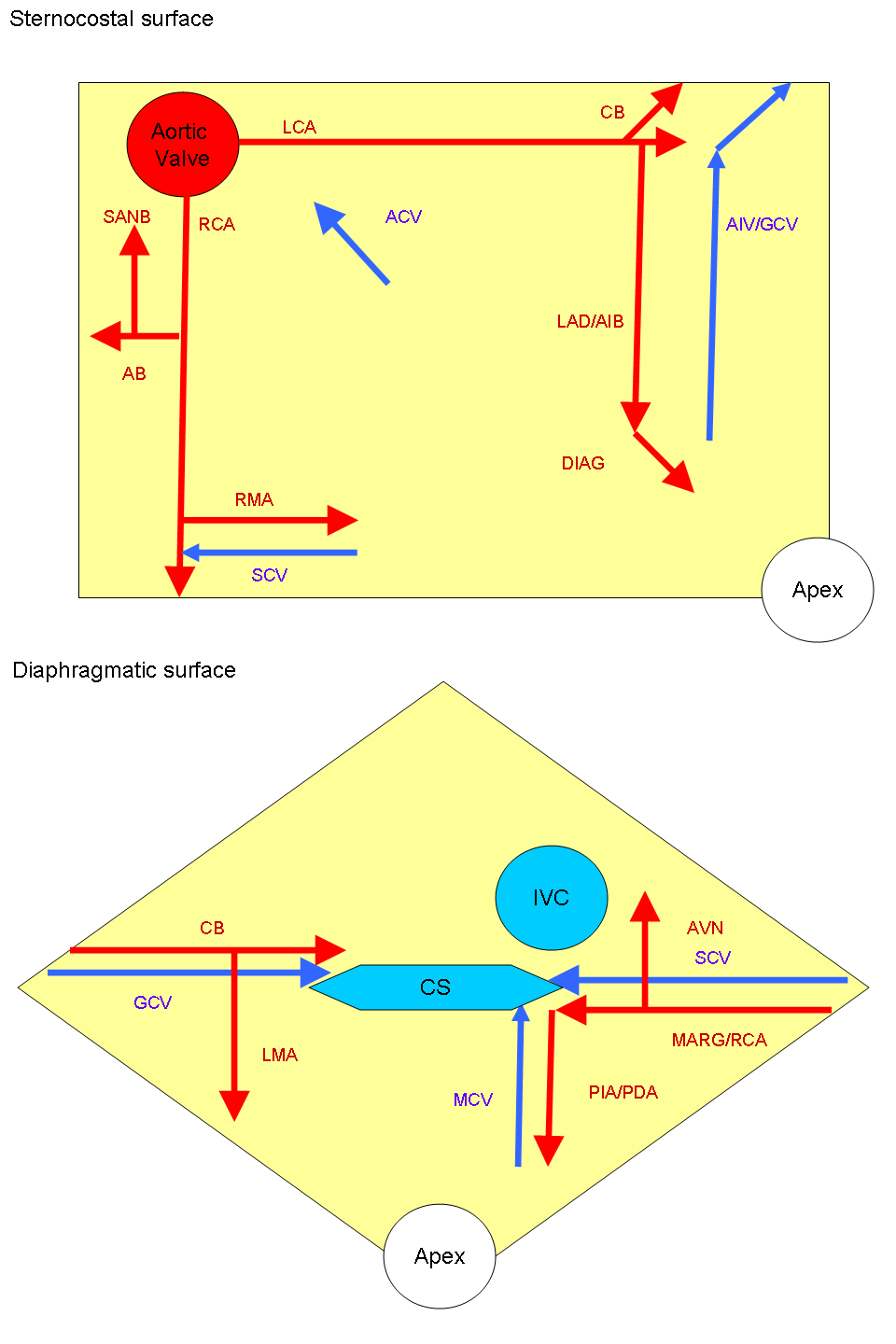
心臟血管
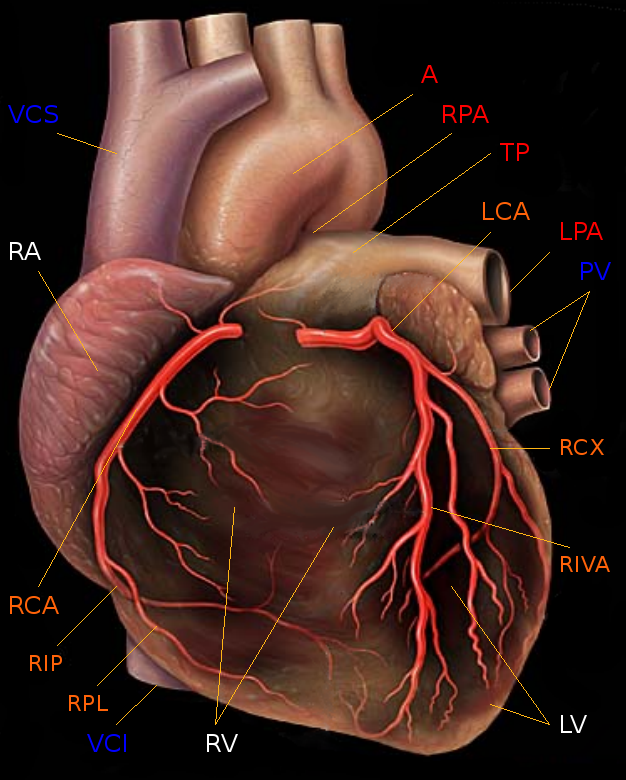
人類心臟及左右冠狀動脈，圖右可見左冠狀動脈
心臟及左冠狀動脈
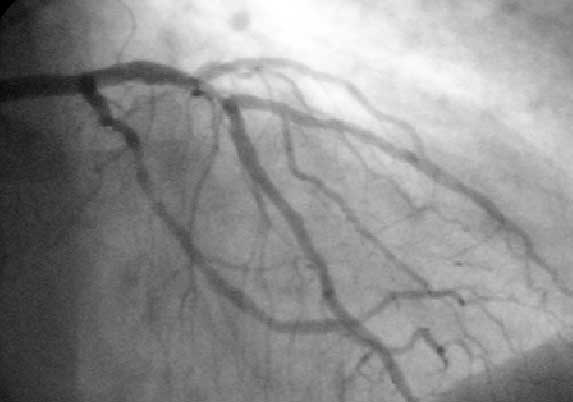
A 心血管照影（英语：coronary angiogram），圖中可見左冠狀動脈、左前降支動脈，以及左迴旋支動脈。
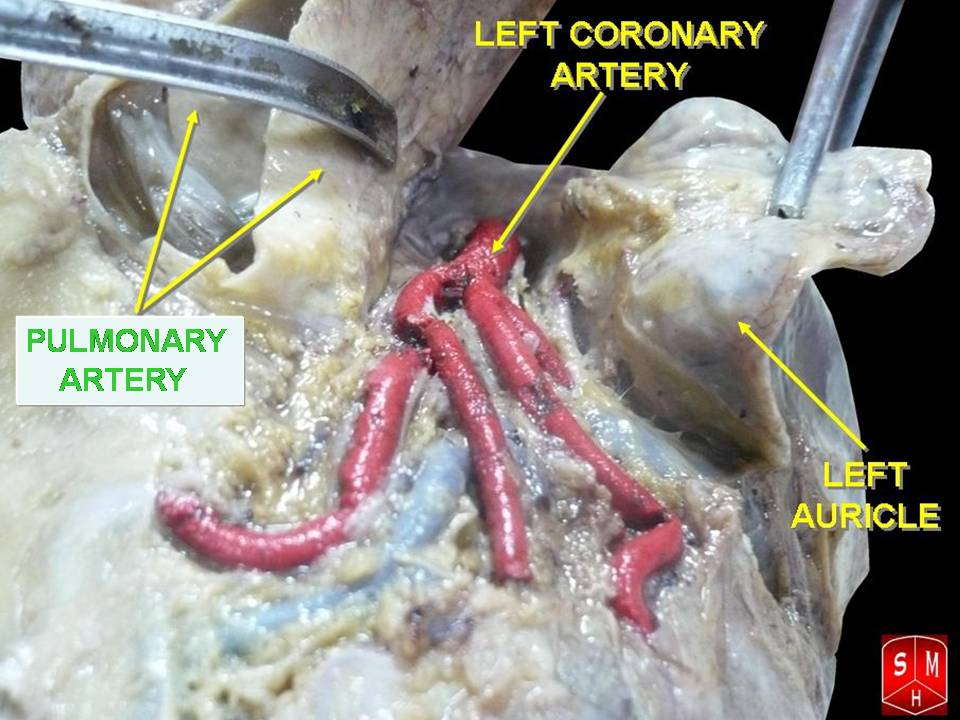
Left coronary artery

## 外部連結
- Anatomy figure: 20:03-01 at Human Anatomy Online, SUNY Downstate Medical Center - "Anterior view of the heart."
- 放射学协作超文本：00463